# All-Star Game LNB 2004
Le All-Star Game LNB 2004 est la 19e édition du All-Star Game LNB. Il s’est déroulé le 29 décembre 2004 au palais omnisports de Paris-Bercy de Paris. L’équipe des All-Stars Français a battu l’équipe des All-Stars étrangers 105-94. Amara Sy est élu MVP de la rencontre ; il est également le meilleur marqueur du match (26 points).

## Joueurs

### All-Stars français
| Position | Joueur          | Équipe     |
| -------- | --------------- | ---------- |
| Meneur   | Laurent Sciarra | Gravelines |
| Arrière  | Yannick Bokolo  | Le Mans    |
| Ailier   | Laurent Foirest | Pau-Orthez |
| Ailier   | Maxime Zianveni | Nancy      |
| Pivot    | Claude Marquis  | Cholet     |

| Position    | Joueur               | Équipe  |
| ----------- | -------------------- | ------- |
| Meneur      | Pape-Philippe Amagou | Le Mans |
| Meneur      | Mickael Mokongo      | Chalon  |
| Ailier      | Mamoutou Diarra      | Paris   |
| Ailier fort | Amara Sy             | Le Mans |
| Ailier fort | Luc-Arthur Vebobe    | Paris   |
| Ailier fort | Cyril Akpomedah      | Cholet  |
| Pivot       | Alain Koffi          | Le Mans |

Steeve Essart (Bourg-en-Bresse), Thomas Andrieux (Châlons), Fabien Dubos (Gravelines) et Johan Petro (Pau-Orthez) sont réservistes.

### All-Stars Étrangers
| Position    | Joueur          | Équipe     |
| ----------- | --------------- | ---------- |
| Meneur      | Marques Green   | Roanne     |
| Arrière     | Jermaine Guice  | Le Havre   |
| Ailier      | Thabo Sefolosha | Chalon     |
| Ailier fort | K'Zell Wesson   | Gravelines |
| Pivot       | Boniface Ndong  | Dijon      |

| Position    | Joueur         | Équipe                  |
| ----------- | -------------- | ----------------------- |
| Meneur      | Hollis Price   | Le Mans                 |
| Arrière     | Terrell Lyday  | ASVEL Lyon-Villeurbanne |
| Arrière     | CC Harrison ¹  | Paris                   |
| Ailier      | Tariq Kirksay  | Nancy                   |
| Ailier fort | Rahshon Turner | Le Mans                 |
| Pivot       | Hüseyin Beşok  | ASVEL Lyon-Villeurbanne |
| Pivot       | Sharif Fajardo | Dijon                   |

¹ CC Harrison, blessé, n'a pas pu participer.
Jason Rowe (Hyères-Toulon), Artur Drozdov (Pau-Orthez), Stéphane Pelle (ASVEL Lyon-Villeurbanne), John Best (Chalon) sont réservistes.

## Entraîneurs
Erman Kunter (ASVEL Lyon-Villeurbanne), assisté de Yves-Marie Vérove (Brest), dirige l'équipe des All-Stars français. Éric Girard (SIG Strasbourg), assisté de Pascal Thibaud (ALM Évreux), dirige l’équipe des All-Stars étrangers.

## Concours
Concours de tirs à 3 points : 
- Ludovic Chelle (Paris Basket Racing)
- Éric Micoud (Dijon)
- Jermaine Guice (Le Havre)
- Filip Videnov (Nancy)

Concours des meneurs :
- Laurent Sciarra (Gravelines)
- Marc-Antoine Pellin (Roanne)
- Terrell Lyday (ASVEL Lyon-Villeurbanne)
- John Linehan (Paris Basket Racing)

Concours de dunks : 
- Steve Lobel
- Yannick Bokolo
- Maxime Zianveni